# Cyclologistique
La cyclologistique ou cyclo-logistique est l'activité commerciale de transport de marchandises (logistique) à vélo. 

## Matériel

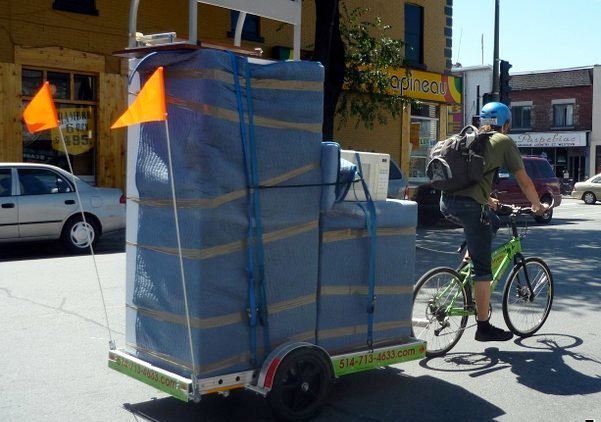
Déménagement à vélo, Montréal.

Les véhicules employés peuvent disposer (mais pas nécessairement) d'une assistance électrique et/ou d'une remorque,. Plusieurs fabricants existent en France pour les biporteurs, les triporteurs et les remorques dédiées.
L'utilisation de vélos permet de réduire l'impact environnemental des livraisons urbaines.

## Organisation
Il s'agit principalement de livraison urbaine et déménagement, sur de courtes distances. Elle s'appuie sur des plateformes de plus petite taille que le transport par véhicule motorisé et le stationnement des véhicules est également plus simple.
L'activité de livraison est pratiquée aussi bien par des entreprises « classiques » et des entreprises coopératives que par des plateformes recourant à des auto-entrepreneurs, soulevant des débats sur le statut de ces derniers,. Elles emploient des livreurs pour effectuer les opérations et des dispatcheurs pour les organiser.

## Historique
Elle est pratiquée depuis le milieu du XIXe siècle, surtout en milieu urbain, dans différents pays du monde, notamment pour le courrier et les petits colis. L'utilisation de vélos cargos fait partie des options envisagées par les entreprises de transport de marchandises lors de la mise en place de zones à émissions réduites dans différentes villes européennes à partir de la fin des années 1990.
En 2020, onze mille vélos cargos électriques sont vendus en France, et 78 000 en Allemagne.
En 2021, l'association Les boîtes à vélo fonde l'Observatoire de la cyclomobilité professionnelle qui mène la première enquête européenne sur la place du vélo dans les modes de déplacements professionnels.
En France, le Ministère de la Transition écologique et de la cohésion des territoires présente un Plan national pour le développement de la cyclologistique (PNDC) depuis 2021, avec notamment l'objectif d'améliorer la qualité de l'air et réduire les émissions de gaz à effet de serre. 12 millions d’euros de certificat d’économie d’énergie sont consacrés à ce plan national.
La fédération professionnelle française est créée en 2022 au sein de l'association Les Boîtes à vélo, dix ans après l'European cycle logistics federation, son équivalent européen, et quatre ans après l'allemand Radlogistikverband Deutschland e.V.. Ses premiers sujets de travail sont notamment la réglementation associée aux vélos-cargos et à la capacité de transport associée.
Selon The Shift Projet, la décarbonation de l'économie nécessite la reconversion de la voiture vers le vélo et la cyclologistique.